# Katharina Gierok

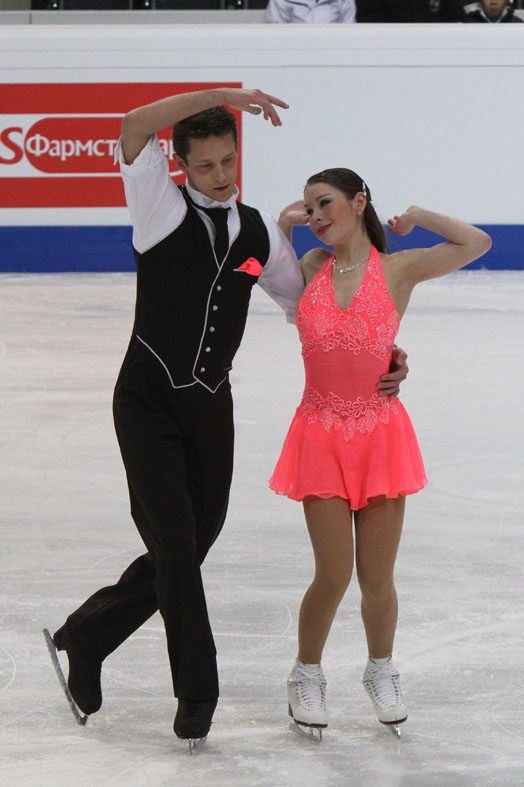
Katharina Gierok und Florian Just 2011

Katharina Gierok (* 20. Februar 1992) ist eine deutsche Eiskunstläuferin, die seit der Saison 2007/2008 auf nationaler Ebene in der Kategorie Meisterklasse startet.

## Sportliche Laufbahn
Katharina trainiert in Dortmund bei Vladimir Gnilozubov, startet allerdings für den Eissport-Verein Krefeld 1978 e.V. (EVK).
Für die Saison 2008/2009 wurde sie in den D/C I - Kader berufen. Im Oktober 2007 belegte sie beim Junioren Grand Prix in Sheffield den 9. Platz im Gesamtergebnis. Seit Februar 2010 trainierte sie mit Florian Just. Mit ihm nahm sie an den Eiskunstlauf-Europameisterschaften 2011 teil und belegte den 11. Platz. Das Paar konnte sich nicht für die EM 2012 qualifizieren. Nach der Saison beendete Just seine aktive Karriere.
Beim Westfalen-Cup 2017 gab Gierock ihr Comeback und gewann den Wettbewerb.
Nach ihrer sportlichen Karriere läuft Gierock noch als Show-Läuferin.